# Хромих Антон Георгійович
Анто́н Гео́ргійович Хроми́х (нар. 23 травня 1982, Луганськ, УРСР) — український футболіст, півзахисник клубу «Реал Фарми».

## Біографія
Вихованець олександрійської ДЮСШ «Кристал». Перший тренер — Віталій Голосенко. Після навчання деякий час грав у харківському «Арсеналі».
У період із 2001 по 2003 рік грав у команді Вищого дивізіону Білорусі «Дніпро-Трансмаш». За головну команду зіграв 38 матчів, ще 34 зіграв за дубль.
Узимку 2004 року повернувся в Україну, де уклав контракт з одеським «Чорноморцем». 14 березня того ж року в матчі проти «Зірки» дебютував у Вищій лізі чемпіонату України.
Із 2005 року грав у командах Першої ліги МФК «Миколаїв», «Дністер» (Овідіополь), «Геліос» (Харків). Узимку 2013 року перейшов в алчевську «Сталь». Ставав срібним призером Першої ліги сезону 2012/13.
У 2015 році Антон знову повернувся до Вищого дивізіону чемпіонату Білорусі, після того як підписав контракт із новополоцьким «Нафтаном», у складі білоруського клубу зіграв лише 10 поєдинків, після чого того ж року він покинув «Нафтан» та перейшов до друголігового клубу «Реал Фарма», за який виступає й дотепер.

## Досягнення
- Перша ліга чемпіонату України
  -  Срібний призер (1): 2012/13
  -  Бронзовий призер (1): 2013/14